# Maskova
Maskova (cyr. Маскова) – wieś w Serbii, w okręgu morawickim, w gminie Ivanjica. W 2011 roku liczyła 192 mieszkańców.